# Алгебрично замкнуте поле
Алгебрично замкнуте поле — поле {\displaystyle \mathbb {K} }, у якому довільний многочлен ненульового степеня над {\displaystyle \mathbb {K} } має хоч би один корінь.

## Еквівалентні визначення
Деяке поле {\displaystyle \mathbb {K} } є алгебрично замкненим, тоді і тільки тоді, коли виконуються такі твердження:
- Усі незвідні многочлени над полем {\displaystyle \mathbb {K} } мають степінь 1.
- Кожен многочлен є добутком многочленів степеня 1.
- Кожне лінійне відображення {\displaystyle \mathbb {K} ^{n}\to \mathbb {K} ^{n}} має власний вектор.

## Пов'язані визначення
- Для будь-якого поля існує єдине з точністю до ізоморфізму його алгебричне замикання, тобто його алгебричне розширення, що є алгебрично замкнутим.

## Властивості
- В алгебрично замкнутому полі {\displaystyle \mathbb {K} }, кожен многочлен степеня n має рівно n (з урахуванням кратності) коренів {\displaystyle \mathbb {K} }. Інакше кажучи, кожний незвідний многочлен з кільця многочленів {\displaystyle \mathbb {K} [x]} має степінь 1.
- Скінченні поля не можуть бути алгебрично замкнутими. Дійсно, якщо розглянути многочлен, коренями якого є всі елементи поля і  додати 1, то одержаний многочлен не матиме коренів у даному полі.

## Приклади
- Многочлен з цілими коефіцієнтами x² + 1 = 0 має тільки комплексні корені, тому ні раціональні числа, ні дійсні не є алгебрично замкнутими.
- Алгебричним замиканням поля дійсних чисел, є поле комплексних чисел. Його алгебрична замкнутість встановлюється основною теоремою алгебри.
- Алгебричним замиканням поля раціональних чисел, є поле комплексних алгебричних чисел.